# スー・ウィリアムズ
スー・ウィリアムズ Sue Williams（本名カレン・スーザン・ハミルトン Karen Susan Hamilton、グレンデール (カリフォルニア州) 出身。1945年11月14日 - 1969年9月2日）は、アメリカ合衆国の男性向雑誌PLAYBOY誌・1965年4月号のプレイメイト、女優。彼女の中央見開き折込ページ（センターフォールド）は、エド・デロング (Ed DeLong) とウィリアム・V・フィッゲ (William V.  Figge) によって撮影された。

## 人物
彼女は、豊胸手術を受けた最初のプレイメイトだった。
4フィート11インチ（約150cm）という身長は、カーラ・コンウェイ（1966年4月）と共に、PLAYBOY誌上に登場した最も背が低いプレイメイトである。
彼女はPLAYBOY誌の撮影に際し「スー・ウィリアムズ」の名前を使用した。後に映画とテレビの仕事では「スー・ハミルトン」( Sue Hamilton )と名乗った。彼女は『ビキニガール・ハント』などの、何本かのビーチパーティー映画に出演した。
1969年9月2日にロサンゼルス (カリフォルニア州) で自殺。ロサンゼルスのフォレスト・ローン霊園に埋葬された。

## 出演作
- 火の玉レーサー Fireball 500 (1966年) …Farmer's Daughter
- ヘブンリービキニ The Ghost in the Invisible Bikini (1966年) …Sue
- The Wild Weird World of Dr. Goldfoot (1965年) (TV)
- ビキニマシン Dr. Goldfoot and the Bikini Machine (1965年) …Robot
- 爆笑!ミサイル大騒動  Sergeant Dead Head (1965年) …Ivy
- ビキニガール・ハント How to Stuff a Wild Bikini (1965年) …Peanuts